# Søren Lindsted
Søren Lindsted (født 2. februar 1957) er en tidligere dansk fodboldspiller, der blandt andet spillede for Holbæk. Her var han med i pokalfinalen i 1976 og topscorer i den daværende 2. division i 1978 med 30 mål. 1978-1982 spillede han for den nederlandske klub FC Twente.
Mere spektakulær er nok hans medvirken i den amerikanske spillefilm Fangelejrens Helte (amerikansk originaltitel: Escape to Victory eller Victory) fra 1981, hvor han spillede Erik Ball, en allieret spiller på et fodboldhold af indsatte i en tysk krigsfangelejr under 2. verdenskrig.